# El amor
Albums de Julio Iglesias
A México
(1975) America
(1976)
Singles
1. A veces tú, a veces yo
Sortie : 1975
2. Abrázame
Sortie : 1975
3. Quiero
Sortie : 1975
4. El amor
Sortie : 1975

El amor est un album studio du chanteur espagnol Julio Iglesias, sorti en 1975 sur le label Columbia Records à l'international et le label Alhambra dans certains pays latino-américains. L'album a notamment été certifié disque de diamant en Argentine et s'est écoulé à plus de 600 000 exemplaires dans ce pays,.
L'album contient les singles A veces tú, a veces yo, Abrázame, Quiero, dont la musique reprend celle de Jeux interdits et la chanson-titre El amor, qui est une reprise de La Tendresse interprétée à l'origine par Daniel Guichard. L'album comprend aussi deux autres reprises : My Sweet Lord de George Harrison et Love's Theme de Barry White, toutes deux interprétées en anglais par Julio Iglesias.

## Accueil critique
Dans une critique rétrospective, Iván Adaime de AllMusic note que l'album représente « Julio Iglesias sous son meilleur jour ». Il estime qu'« après les efforts déployés sur son précédent album, A flor de piel, il a créé ce chef-d'œuvre romantique ». Il ajoute que l'album est « indispensable pour tout amateur de pop latino ».

## Liste des titres
| 1. | Abrázame                    | - Julio Iglesias - Rafael Ferro | 3:29 |
| 2. | A veces tú, a veces yo      | - Iglesias - Cecilia            | 2:54 |
| 3. | Tema de amor (Love's Theme) | - Aaron Schroeder - Barry White | 3:09 |
| 4. | Quién                       | - Iglesias - Ferro              | 3:40 |
| 5. | Cuidado amor                | Roberto Livi                    | 3:58 |

| 1. | Quiero                         | - Iglesias - Cecilia - Ferro - Narciso Yepes                     | 2:48 |
| 2. | El amor (La Tendresse)         | - Iglesias - Daniel Guichard - Jacques Ferrière - Patricia Carli | 2:49 |
| 3. | Mi dulce Señor (My Sweet Lord) | George Harrison                                                  | 3:36 |
| 4. | Déjala                         | - Iglesias - Ferro                                               | 2:45 |
| 5. | Candilejas (Limelight)         | - Charlie Chaplin - Geoffrey Parsons                             | 4:10 |

## Crédits
- Julio Iglesias – producteur
- Rafael Ferro – arrangements, chef d'orchestre
- Manolo – photographie
- Cesar Lucas – photographie

Adaptés des notes d'accompagnement de El amor.

## Classements et certifications
| Classement (1976–82)          | Meilleure position |
| ----------------------------- | ------------------ |
| Argentine (CAPIF)             | 1                  |
| Espagne (AFE)                 | 4                  |
| Japon (Oricon)                | 72                 |
| Pays-Bas (Mega Album Top 100) | 13                 |

| Classement (1976) | Position |
| ----------------- | -------- |
| Espagne (AFE)     | 8        |

| Classement (1977)          | Position |
| -------------------------- | -------- |
| États-Unis (Hot Latin LPs) | 5        |

### Certifications et ventes
| Pays                                                                                                   | Certification | Ventes certifiées |
| --- | ------------- | ----------------- |
| Argentine (CAPIF)                                                                                      | Diamant       | 678 285           |
| Grèce (IFPI)                                                                                           | Or            | 50 000            |
| Japon                                                                                                  | —             | 8 520             |
| *Ventes selon la certification ^Mise en rayon selon la certification xNon précisé par la certification |               |                   |